# Thái hóa

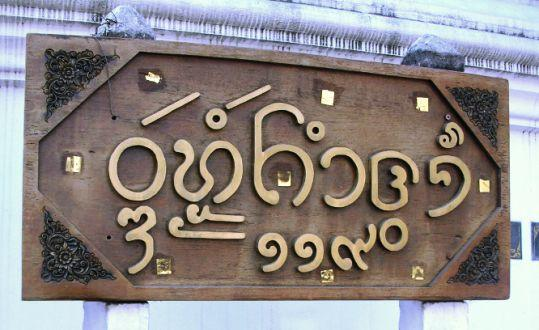
Một tấm bảng tên tại một ngôi chùa ở Chiang Mai, viết bằng chữ cái Lanna. Việc sử dụng loại chữ này bị suy giảm và tiếng Bắc Thái nay được viết bằng chữ Thái.

Thái hóa là quá trình những người có nguồn gốc văn hóa và dân tộc khác nhau sinh sống tại Thái Lan bị đồng hóa vào văn hóa Thái Lan có ưu thế lớn, hay chính xác hơn, là với văn hóa của người Thái trung tâm. Thái hóa là một bước trong việc tạo ra một quốc gia dân tộc Thái trong thế kỉ 20 nơi mà người Thái chiếm vị trí thống trị, xa rời vương quốc Xiêm La đa văn hóa trong lịch sử.

## Nguyên nhân
Thái hóa là một là một phó phẩm của các chính sách dân tộc chủ nghĩa sau đảo chính Xiêm năm 1933. Những người lãnh đạo cuộc đảo chính lấy cảm hứng từ các quan niệm phương Tây về một quốc gia dân tộc riêng biệt, đã tìm cách gia tăng sức mạnh của người Thái trung tâm. Công việc kinh doanh của các dân tộc thiểu số sống xen kẽ, như các thương gia người Thái gốc Hoa, đã bị nhà nước tích cực mua lại để trao cho những người Thái thông qua các hợp đồng ưu đãi. Bản sắc Thái được tăng cường cả ở khu vực trung tâm và các vùng ven. Miền Trung Thái Lan trở thành khu vực chi phối về kinh tế và chính trị, và ngôn ngữ của nó trở thành ngôn ngữ truyền thông, thương mại và giáo dục. Tương tự, các giá trị văn hóa của nó cũng trở thành giá trị quốc gia.

## Mục tiêu
Các mục tiêu chính của chính sách Thái hóa là các dân tộc sống ở các "vùng ven" của Vương quốc Thái Lan, xét về mặt địa lý và văn hóa: người Lào tại Isan, các dân tộc vùng cao ở phía Bắc và phía Tây, và người Mã Lai Hồi giáo ở miền Nam. Chính sách Thái hóa cũng tác động đến một lượng lớn người Hoa và Ấn nhập cư.

## Các chính sách

### Phát triển nông thôn
Trong tập hợp các chính sách đầu tiên, chính phủ nhắm mục tiêu cụ thể cho các nhóm vùng ven. Một ví dụ là Chương trình Phát triển Nông thôn Tăng tốc vào năm 1964, một mục tiêu là khiến Isan tăng cường lòng trung thành với Bangkok và phần còn lại của đất nước.

### Giáo dục
Tập hợp các chính sách thứ hai được áp dụng trên quy mô toàn quốc, song điều này có ảnh hưởng không cân xứng đến các nhóm vùng ven. Một ví dụ của điều này là việc sử dụng tiếng Thái trong các trường học. Điều này ít có ảnh hưởng đối với người Thái trung tâm vì đây là ngôn ngữ sử dụng hàng ngày của họ, song lại biến đổi những người nói tiếng Isan ở đông bắc, tiếng Bắc Thái ở miền Bắc và tiếng Mã Lai ở phía nam thành người song ngữ. Người gốc Hoa bị áp dụng các chính sách hà khắc hơn; sau khi Cộng hòa Nhân dân Trung Hoa thành lập vào năm 1949, một loạt các chính phủ chống công bắt đầu từ nhà độc tài Plaek Pibulsonggram đã đột ngột khuất phục những người Hoa nhập cư và cấm tất cả các trường trung học tiếng Hoa tại Thái Lan. Người Thái gốc Hoa sinh sau thập niên 1950 "rất hạn chế có cơ hội để nhập học các trường Trung Quốc"; những người Thái gốc Hoa khi đi học ở hải ngoại đã học tiếng Anh thay vì tiếng Trung vì lý do kinh tế. Do vậy, người Hoa tại Thái Lan "gần như toàn bộ đều mất đi ngôn ngữ của tổ tiên họ", và dần mất đi bản sắc Trung Quốc.

### Khuyến khích chủ nghĩa dân tộc
Tập hợp chính sách thứ ba được lập ra nhằm cổ vũ chủ nghĩa dân tộc Thái đối với toàn thể người dân: ví dụ rõ ràng là thúc đẩy quốc vương làm nguyên thủ quốc gia trên danh nghĩa, chào cờ trong trường học và phát hai lần một ngày quốc ca (Phleng Chat - เพลงชาติ) trên sóng phát thanh và truyền hình vào 8 giờ sáng và 6 giờ tối. Khuyến khích chủ nghĩa dân tộc Thái có tác dụng phụ là làm nản các lòng trung thành khác, như của người Lào tại Isan vốn là một mối đe dọa đối với người Thái trung tâm hay người Mã Lai ở miền nam.

### Tăng cường vai trò của nhà nước
Tập hợp các chính sách thứ 4, bao gồm những chính sách không công khai dân tộc chủ nghĩa, song vẫn có thể thúc đẩy chủ nghĩa dân tộc. Ví dụ, sự gia tăng số người đi học, kết hợp với việc bài trờ các ngôn ngữ thiểu số tại trường, sẽ có tác dụng khiến họ chuộng dùng tiếng Thái trung tâm hơn.